# Tango Charlie
Tango Charlie (inny tytuł ang. Tango Charlie – The Heart of a Hero) to bollywoodzki dramat wojenny z 2005 roku w reżyserii Maniego Shankara. Film ten został dobrze przyjęty przez krytykę i widzów. Ukazuje różne aspekty wojny, nie gloryfikując jej. W rolach głównych wystąpili Sanjay Dutt, Sunil Shetty, Ajay Devgan i Bobby Deol.

## Obsada
- Sanjay Dutt – dowódca Vikram Rathore
- Sunil Shetty – porucznik lotnictwa Shezad Khan
- Ajay Devgan – Havaldar Mohammed Ali (Mike Alpha)
- Bobby Deol – Sepoy Tarun Chauhan (Tango Charlie)
- Tanisha – Lachchi Narayan
- Nandana Sen – Shyamoli
- Sudesh Berry – Bhiku, BSF Soldier
- Shahbaaz Khan
- Vishal Thakkar... najmłodszy z żołnierzy
- Kelly Dorji –  przywódca Bodo militant
- Vivek Shaq – przyjaciel Taruna
- Alok Nath - ojciec Taruna
- Tiku Talsania -	Ram Narayan (ojciec Lachchi)
- Rajendranath Zutshi - przywódca naksalitów

## Muzyka
Autorami muzyki są Anu Malik i Anand Raj Anand.
- Odhani Odhali
- Akkad Te Bakkad Te
- Ek Diwani Ladki
- Dheere Dheere
- Kya Bataaoon Dilruba
- Odhani Odhali – Instrumental
- Ae Aasmaan
- Kya Bataaoon Dilruba – Instrumental